# Euhampsonia
Euhampsonia é um gênero de traça pertencente à família Arctiidae.